# Odorrana indeprensa
Odorrana indeprensa es una especie de anfibio anuro de la familia Ranidae.

## Distribución geográfica
Es endémica del centro de Tailandia.